# Mayville (Dakota Północna)
Mayville – miasto w Stanach Zjednoczonych, w stanie Dakota Północna, w hrabstwie Traill.